# Beatebergs bruk
Beatebergs bruk i Beateberg, Norrtälje kommun i Uppland anlades 1795 på initiativ av  greven och riksrådet Sven Bunge, ägare till egendomen Beateberg. Bruket hade en masugn med tillhörande knipphammarsmedja, som även innehöll kniv- och spikhammare. Tillverkningen upphörde redan år 1808.